# Margarita de Borgoña (1393-1442)
Margarita de Borgoña (en francés, Marguerite; diciembre de 1393 – febrero de 1442), también conocida como Margarita de Nevers, fue delfina de Francia y duquesa de Guyena como nuera del rey Carlos VI. Peón dentro de las luchas dinásticas entre su familia y los parientes políticos en la Guerra de los Cien Años, se vio en Margarita por dos veces la futura reina de Francia.

## Primeros años
Nacida a finales del año 1393, Margarita era la hija mayor y la primera de las seis hijas de Juan Sin Miedo y Margarita de Baviera. Su padre fue, en aquella época, conde de Nevers y heredero natural del ducado de Borgoña gobernado por su padre Felipe el Atrevido. El 9 de julio de 1394, el duque Felipe y su mentalmente inestable sobrino, el rey Carlos VI de Francia, estuvieron de acuerdo en que el primer nieto del primero se casaría con el último hijo y heredero aparente, el delfín Carlos de Guyena. Después de su compromiso formal en enero de 1396, se conoció a Margarita como "madame la dauphine". Ella y sus hermanas, descritas por un contemporáneo como «tan sencillas como lechuzas», crecieron en una «afectuosa atmósfera familiar» en las residencias ducales de Borgoña, y estaban muy próximas a su abuela paterna, la condesa Margarita III de Flandes.

## Primer matrimonio
La muerte de su prometido de ocho años de edad a principios de 1401 forzó al abuelo de Margarita y a la madre de Carlos, Isabel de Baviera, a concertar una nueva unión en el estallido de la guerra civil entre Armañacs y Borgoña. En París en mayo de 1403, se mostraron conformes en que Margarita se casara con el nuevo delfín de Francia, el duque Luis de Guyena. Un doble matrimonio se celebró a finales de agosto de 1404, como parte de los esfuerzos de Felipe el Atrevido para mantener una relación cercana con Francia asegurándose de que la próxima reina de Francia sería su nieta. Margarita se casó con el delfín Luis, mientras que su único hermano, Felipe el Bueno, se casó con la hermana de Luis, Micaela. Delipe el Atrevido no vivió lo suficiente para ver consumado el matrimonio de sus nietos. Murió en 1404, y le sucedió el padre de Margarita. La autora franco-italiana Christine de Pizan dedicó un manuscrito a la joven delfina, en la que le aconsejaba sobre lo que tenía que aprender y cómo debía de comportarse; el manuscrito pudo haber sido, incluso, un encargo del padre de la Delfina.
El matrimonio no se consumó hasta junio de 1409, según Jean Juvénal des Ursins, después de lo cual Margarita se trasladó a la decadente corte de su suegra. Margarita pronto se convirtió en un peón en la lucha entre facciones beligerantes, los Armañac y los borgoñones, que aspiraban a controlar a su marido. Este matrimonio sin hijos terminó con la muerte de Luis en 1415. La joven viuda fue rescatada con ciertas dificultades del París controlado por los Armañac. Entonces regresó a Borgoña, viviendo allí durante unos pocos años con sus hermanas solteras junto con su madre. A la muerte de su padre, por asesinato el 1419, Felipe el Bueno se convirtió en duque de Borgoña.

## Segundo matrimonio

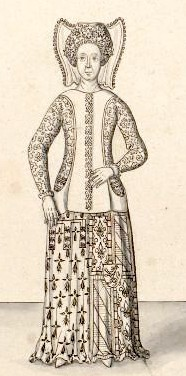
Una representación del de la duquesa de Guyena.

El suegro de Margarita murió en 1422, y los ingleses ocuparon una parte de Francia en el nombre de su nieto niño, el rey Enrique VI de Inglaterra, quien iba a sucederlo de acuerdo con el tratado de Troyes. Al mismo tiempo, el cuñado de Margarita, Carlos VII reclamaba el trono para sí mismo. A principios de 1423, Felipe el Bueno se alió con el duque Juan de Bretaña y regente de Enrique, Juan de Lancaster, primer duque de Bedford. Pretendía reforzar la alianza arreglando matrimonios para sus hermanas, Ana y Margarita, con el duque de Bedford y el hermano más joven del duque de Bretaña Arturo, conde de Richmond, respectivamente.
Margarita estaba poco entusiasmada con la perspectiva de volver a casarse e intentó posponerlo o impedirlo quejándose de que Arturo aún era un prisionero de los ingleses y que todas sus hermanas se habían casado con duques. Como anterior delfina de Francia que aún usaba el título de duquesa de Guyena, pretendía que un conde estaba muy por debajo de ella en rango. Felipe tuvo que enviar a su servidor más fiel, Renier Pot, como embajador especial a Margarita. Pot le explicó la necesidad de una alianza con Bretaña y le dijo que Bedford había hecho a Arturo duque de Turena. Por instrucciones de Felipe, Pot le dijo a Margarita que, siendo una viuda aún joven, ella debía casarse y tener hijos pronto, más debido a que el propio Felipe era ahora una viuda sin hijos. Con el tiempo ella se rindió, y el matrimonio se celebró el 10 de octubre de 1423.
Arturo pronto se convirtió en una persona muy influyente en la corte real de París, y trabajó incondicionalmente en defensa de los intereses de Borgoña, especialmente durante su matrimonio con Margarita. Borgoña y Bretaña al final cambiaron de bando, uniéndose a Carlos VII en su lucha contra los ingleses. Margarita demostró ser una devota esposa, proteginedo a su esposo cuando él se peleó con Carlos VII y administrando sus fincas cuando él estaba en el campo de batalla. Regresó con él a París cuando los franceses recuperaron el control de la ciudad en 1436. Se sabe poco de su vida con posterioridad al año 1436. Murió sin hijos en París en febrero de 1442. En su testamento, cuya copia se conserva en los archivos de Nantes, pidió que su corazón se enterrara en un santuario picardo llamado Notre-Dame de Liesse. Tanto su viudo como su hermano, sin embargo, estaban demasiado ocupadas para cumplir esa voluntad. Arturo se volvió a casar al año siguiente; tampoco hubo hijos en sus matrimonios posteriores.

## Ascendencia
|  |                                      |  |  |  |  |  |  |  |  |  |  |  |  |  |  |  |
|  | 16. Felipe VI de Francia             |  |  |  |  |  |  |  |  |  |  |  |  |  |  |  |
|  |                                      |  |  |  |  |  |  |  |  |  |  |  |  |  |  |  |
|  |                                      |  |  |  |  |  |  |  |  |  |  |  |  |  |  |  |
|  | 8. Juan II de Francia                |  |  |  |  |  |  |  |  |  |  |  |  |  |  |  |
|  |                                      |  |  |  |  |  |  |  |  |  |  |  |  |  |  |  |
|  |                                      |  |  |  |  |  |  |  |  |  |  |  |  |  |  |  |
|  | 17. Juana la Coja                    |  |  |  |  |  |  |  |  |  |  |  |  |  |  |  |
|  |                                      |  |  |  |  |  |  |  |  |  |  |  |  |  |  |  |
|  |                                      |  |  |  |  |  |  |  |  |  |  |  |  |  |  |  |
|  | 4. Felipe II, duque de Borgoña       |  |  |  |  |  |  |  |  |  |  |  |  |  |  |  |
|  |                                      |  |  |  |  |  |  |  |  |  |  |  |  |  |  |  |
|  |                                      |  |  |  |  |  |  |  |  |  |  |  |  |  |  |  |
|  | 18. Juan I de Bohemia                |  |  |  |  |  |  |  |  |  |  |  |  |  |  |  |
|  |                                      |  |  |  |  |  |  |  |  |  |  |  |  |  |  |  |
|  |                                      |  |  |  |  |  |  |  |  |  |  |  |  |  |  |  |
|  | 9. Bona de Bohemia                   |  |  |  |  |  |  |  |  |  |  |  |  |  |  |  |
|  |                                      |  |  |  |  |  |  |  |  |  |  |  |  |  |  |  |
|  |                                      |  |  |  |  |  |  |  |  |  |  |  |  |  |  |  |
|  | 19. Isabel I de Bohemia              |  |  |  |  |  |  |  |  |  |  |  |  |  |  |  |
|  |                                      |  |  |  |  |  |  |  |  |  |  |  |  |  |  |  |
|  |                                      |  |  |  |  |  |  |  |  |  |  |  |  |  |  |  |
|  | 2. Juan I, duque de Borgoña          |  |  |  |  |  |  |  |  |  |  |  |  |  |  |  |
|  |                                      |  |  |  |  |  |  |  |  |  |  |  |  |  |  |  |
|  |                                      |  |  |  |  |  |  |  |  |  |  |  |  |  |  |  |
|  | 20. Luis I de Flandes                |  |  |  |  |  |  |  |  |  |  |  |  |  |  |  |
|  |                                      |  |  |  |  |  |  |  |  |  |  |  |  |  |  |  |
|  |                                      |  |  |  |  |  |  |  |  |  |  |  |  |  |  |  |
|  | 10. Luis II de Flandes               |  |  |  |  |  |  |  |  |  |  |  |  |  |  |  |
|  |                                      |  |  |  |  |  |  |  |  |  |  |  |  |  |  |  |
|  |                                      |  |  |  |  |  |  |  |  |  |  |  |  |  |  |  |
|  | 21. Margarita I, condesa de Borgoña  |  |  |  |  |  |  |  |  |  |  |  |  |  |  |  |
|  |                                      |  |  |  |  |  |  |  |  |  |  |  |  |  |  |  |
|  |                                      |  |  |  |  |  |  |  |  |  |  |  |  |  |  |  |
|  | 5. Margarita III, condesa de Borgoña |  |  |  |  |  |  |  |  |  |  |  |  |  |  |  |
|  |                                      |  |  |  |  |  |  |  |  |  |  |  |  |  |  |  |
|  |                                      |  |  |  |  |  |  |  |  |  |  |  |  |  |  |  |
|  | 22. Juan III, duque de Brabante      |  |  |  |  |  |  |  |  |  |  |  |  |  |  |  |
|  |                                      |  |  |  |  |  |  |  |  |  |  |  |  |  |  |  |
|  |                                      |  |  |  |  |  |  |  |  |  |  |  |  |  |  |  |
|  | 11. Margarita de Brabante            |  |  |  |  |  |  |  |  |  |  |  |  |  |  |  |
|  |                                      |  |  |  |  |  |  |  |  |  |  |  |  |  |  |  |
|  |                                      |  |  |  |  |  |  |  |  |  |  |  |  |  |  |  |
|  | 23. María de Évreux                  |  |  |  |  |  |  |  |  |  |  |  |  |  |  |  |
|  |                                      |  |  |  |  |  |  |  |  |  |  |  |  |  |  |  |
|  |                                      |  |  |  |  |  |  |  |  |  |  |  |  |  |  |  |
|  | 1. Margarita de Borgoña              |  |  |  |  |  |  |  |  |  |  |  |  |  |  |  |
|  |                                      |  |  |  |  |  |  |  |  |  |  |  |  |  |  |  |
|  |                                      |  |  |  |  |  |  |  |  |  |  |  |  |  |  |  |
|  | 24. Luis II, duque de Baviera        |  |  |  |  |  |  |  |  |  |  |  |  |  |  |  |
|  |                                      |  |  |  |  |  |  |  |  |  |  |  |  |  |  |  |
|  |                                      |  |  |  |  |  |  |  |  |  |  |  |  |  |  |  |
|  | 12. Luis IV, sacro emperador         |  |  |  |  |  |  |  |  |  |  |  |  |  |  |  |
|  |                                      |  |  |  |  |  |  |  |  |  |  |  |  |  |  |  |
|  |                                      |  |  |  |  |  |  |  |  |  |  |  |  |  |  |  |
|  | 25. Matilda de Habsburgo             |  |  |  |  |  |  |  |  |  |  |  |  |  |  |  |
|  |                                      |  |  |  |  |  |  |  |  |  |  |  |  |  |  |  |
|  |                                      |  |  |  |  |  |  |  |  |  |  |  |  |  |  |  |
|  | 6. Alberto I, duque de Baviera       |  |  |  |  |  |  |  |  |  |  |  |  |  |  |  |
|  |                                      |  |  |  |  |  |  |  |  |  |  |  |  |  |  |  |
|  |                                      |  |  |  |  |  |  |  |  |  |  |  |  |  |  |  |
|  | 26. Guillermo I de Henao             |  |  |  |  |  |  |  |  |  |  |  |  |  |  |  |
|  |                                      |  |  |  |  |  |  |  |  |  |  |  |  |  |  |  |
|  |                                      |  |  |  |  |  |  |  |  |  |  |  |  |  |  |  |
|  | 13. Margarita II, condesa de Henao   |  |  |  |  |  |  |  |  |  |  |  |  |  |  |  |
|  |                                      |  |  |  |  |  |  |  |  |  |  |  |  |  |  |  |
|  |                                      |  |  |  |  |  |  |  |  |  |  |  |  |  |  |  |
|  | 27. Juana de Valois                  |  |  |  |  |  |  |  |  |  |  |  |  |  |  |  |
|  |                                      |  |  |  |  |  |  |  |  |  |  |  |  |  |  |  |
|  |                                      |  |  |  |  |  |  |  |  |  |  |  |  |  |  |  |
|  | 3. Margarita de Baviera-Straubing    |  |  |  |  |  |  |  |  |  |  |  |  |  |  |  |
|  |                                      |  |  |  |  |  |  |  |  |  |  |  |  |  |  |  |
|  |                                      |  |  |  |  |  |  |  |  |  |  |  |  |  |  |  |
|  | 28. Bolesław III el Generoso         |  |  |  |  |  |  |  |  |  |  |  |  |  |  |  |
|  |                                      |  |  |  |  |  |  |  |  |  |  |  |  |  |  |  |
|  |                                      |  |  |  |  |  |  |  |  |  |  |  |  |  |  |  |
|  | 14. Luis I el Sabio                  |  |  |  |  |  |  |  |  |  |  |  |  |  |  |  |
|  |                                      |  |  |  |  |  |  |  |  |  |  |  |  |  |  |  |
|  |                                      |  |  |  |  |  |  |  |  |  |  |  |  |  |  |  |
|  | 29. Margarita de Bohemia             |  |  |  |  |  |  |  |  |  |  |  |  |  |  |  |
|  |                                      |  |  |  |  |  |  |  |  |  |  |  |  |  |  |  |
|  |                                      |  |  |  |  |  |  |  |  |  |  |  |  |  |  |  |
|  | 7. Margarita de Brieg                |  |  |  |  |  |  |  |  |  |  |  |  |  |  |  |
|  |                                      |  |  |  |  |  |  |  |  |  |  |  |  |  |  |  |
|  |                                      |  |  |  |  |  |  |  |  |  |  |  |  |  |  |  |
|  | 30. Enrique IV el Fiel               |  |  |  |  |  |  |  |  |  |  |  |  |  |  |  |
|  |                                      |  |  |  |  |  |  |  |  |  |  |  |  |  |  |  |
|  |                                      |  |  |  |  |  |  |  |  |  |  |  |  |  |  |  |
|  | 15. Inés de Głogów                   |  |  |  |  |  |  |  |  |  |  |  |  |  |  |  |
|  |                                      |  |  |  |  |  |  |  |  |  |  |  |  |  |  |  |
|  |                                      |  |  |  |  |  |  |  |  |  |  |  |  |  |  |  |
|  | 31. Matilda de Brandemburgo          |  |  |  |  |  |  |  |  |  |  |  |  |  |  |  |
|  |                                      |  |  |  |  |  |  |  |  |  |  |  |  |  |  |  |
|  |                                      |  |  |  |  |  |  |  |  |  |  |  |  |  |  |  |

## Para saber más
- Autrand, Françoise. Charles VI le roi fou. ISBN 2-213-01703-4

- Datos: Q938624
- Multimedia: Margaret of Burgundy (1441) / Q938624